# Billy Ayers
Billy Ayers (fl. XX secolo) è stato un calciatore britannico, di ruolo attaccante.

## Carriera
Fece il suo esordio con la Juventus contro la Pro Vercelli il 19 gennaio 1913 in una sconfitta per 4-0, mentre la sua ultima partita fu contro il Novara il 16 febbraio 1913 in una vittoria per 3-0 dove segnò una doppietta. Nella sua unica stagione in bianconero collezionò 5 presenze e 4 reti.

## Statistiche

### Presenze e reti nei club
| Stagione        | Club            | Campionato      | Campionato | Campionato |
| Stagione        | Club            | Comp            | Pres       | Reti       |
| --------------- | --------------- | --------------- | ---------- | ---------- |
| 1912-1913       | Juventus        | Prima categoria | 5          | 4          |
| Totale Juventus | Totale Juventus |                 | 5          | 4          |
| Totale carriera | Totale carriera |                 | 5          | 4          |